# Ишимбайский рифовый массив
Ишимбайский рифовый массив геологически входит в западный борт Предуральский краевой прогиб, как область нефтяных месторождений входит в Предуральскую нефтегазоносную провинцию.
Состоит из шести рифов, которые имеют единый контур нефтеносности. Углы падения склонов рифов колебляться от 20 до 40°.  Рифы соединены узкими перешейками в единую крупную систему. Всего выделяются шесть рифовых массивов: западный, восточный, южный, Буранчинский, Кузьминовский и Термень-Елгинский. Самый крупный из них восточный -  достигает в поперечнике 1,5 км. Протяженность Ишимбайского массива составляет 8,5 км при ширине до 2 км. Глубина залегания колеблется от 255 м до 1200 м. На всех массивах рифы полностью нефтенасыщены. Нефтеносные рифогенные известняки характеризуются сильной кавернозностью и очень хорошей проницаемостью, что обусловило высокую начальную продуктивность скважин (до 800 т/сут). Характерны большие этажи нефтеносности (от 220 м до 560 м). Начальные характеристики нефти не изучены. Пластовая вода высокоминерализованная, плотность – 1,195 г/см³, общая минерализация –—295,1 г/л. Начальные запасы нефти по поздним оценкам составляли: балансовые около 42,8 млн т, извлекаемые – 14,4 млн т.
За всю историю добычи башкирской нефти из Ишимбайской полосы рифовых массивов было открыто и находится в разработке 18 месторождений с общим фондом 660 добывающих и 49 нагнетательных скважин, с суммарными начальными геологическими запасами нефти более 190 млн. т и начальными извлекаемыми запасами более 60 млн. т. Годовая добыча нефти 154,2 тыс. т, с начала разработки добыто 49 185,2 тыс. т